# 하비마 광장

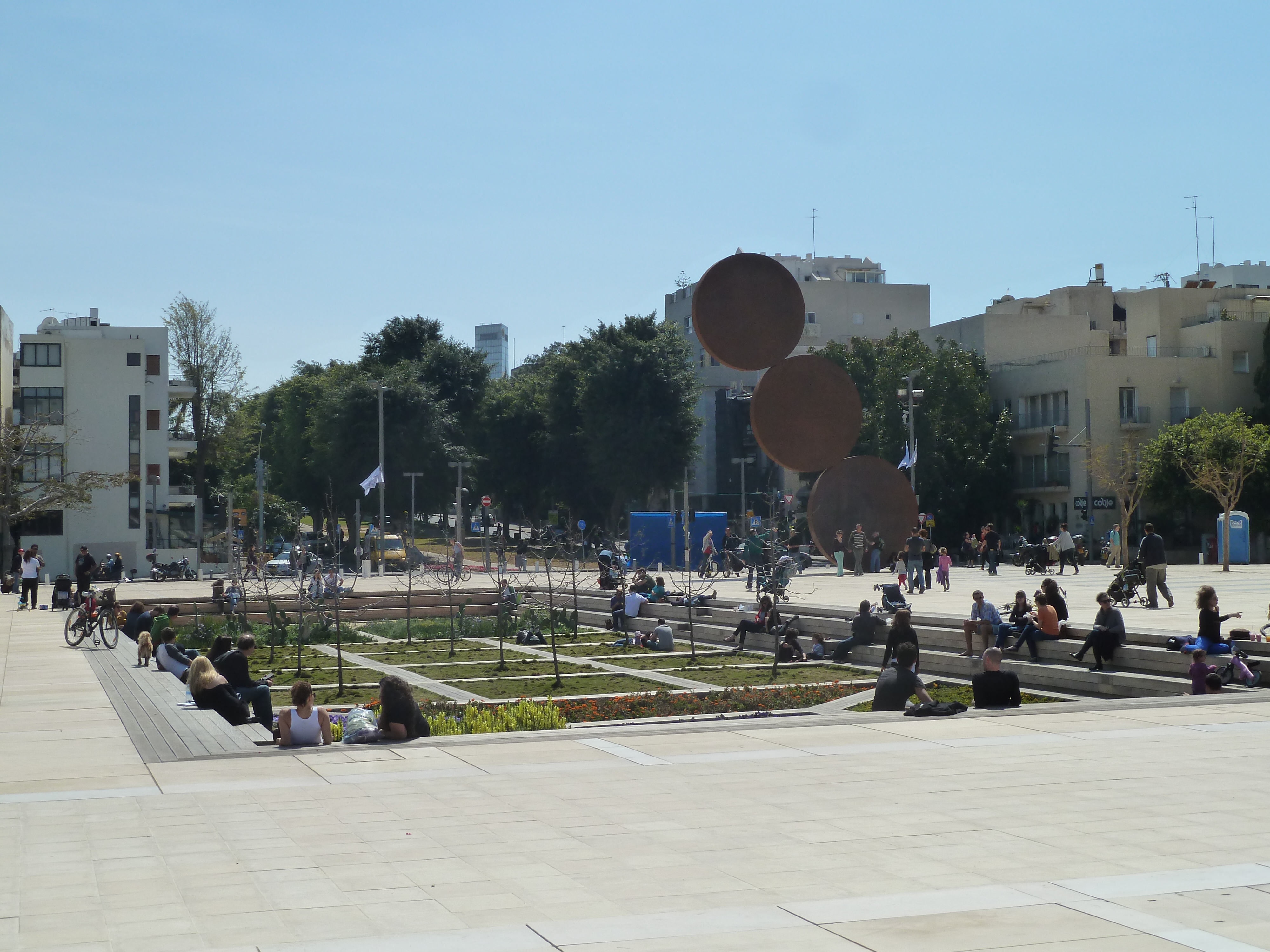
하비마 광장

하비마 광장(Habima Square)은 이스라엘 텔아비브에 위치한 광장이다.